# Bożena Karwowska
Bożena Karwowska (ur. 1954) – polsko-kanadyjska literaturoznawca, działaczka polonijna, autorka książek.

## Życiorys
W 1977 ukończyła studia na Uniwersytecie Warszawskim. W latach osiemdziesiątych wyemigrowała do Kanady. Na Uniwersytecie Kolumbii Brytyjskiej w Vancouver zdobyła tytuł magistra (1989), a potem tytuł doktora nauk humanistycznych. Studia ukończyła w 1995, a następnie rozpoczęła pracę na tej samej uczelni.
Jest profesorem oraz kierowniczką Katedry Nowoczesnych Studiów Europejskich na Uniwersytecie Kolumbii Brytyjskiej.

## Praca naukowa
W swojej pracy naukowej podejmuje tematy związane z recepcją literacką, literackim opisem Holocaustu, badaniami genderowymi i teoriami feministycznymi. Interesuje się teatrem, filmem i performatyką widzianymi z perspektywy literaturoznawczej i kulturoznawczej.
Publikowała między innymi w: „Canadian-Slavonic papers”, Stowarzyszenie im. Janusza Korczaka (Janusz Korczak Association in Canada), grupa Epizod, Polski Klub Akademicki, Polski Klub Książki Vancouver oraz Stowarzyszenie Polskich Kombatantów.
Jest mentorką dla młodych członków społeczności polonijnej w Vancouver. Otworzyła łamy dla młodych badaczy (w czasopiśmie naukowym „Refleksje” oraz książce The More I Know, the Less I Understand).
W 2020 we współpracy z UBC Opera, Instytutem Adama Mickiewicza, Konsulatem RP w Vancouver oraz partnerami społecznymi współorganizowała kanadyjską premierę „The Passenger” oraz sympozjum z okazji 75. rocznicy wyzwolenia Auschwitz.

## Nagrody
- UBC Killam Prize for Excellence in Teaching (1999)
- UBC AMS Just Desserts Award (2000)[7].

- W uznaniu jej zasług w krzewieniu polskiej nauki i kultury oraz budowanie kanadyjskiej Polonii, studenci „Żaka” przyznali jej w 2011 doroczną nagrodę Award for Building a Strong Polish-Canadian Community[8].